# مونترچی
مونترچی (به ایتالیایی: Monterchi) یک کومونه در ایتالیا است که در استان آرتزو واقع شده‌است.

## خصوصیات
مونترچی ۲۸٫۷ کیلومترمربع مساحت و ۱٬۸۳۱ نفر جمعیت دارد و ۳۵۶ متر بالاتر از سطح دریا واقع شده‌است.

## خواهرخوانده
شهر فانیانو آلتو خواهرخواندهٔ مونترچی هست.